# Ferrières-en-Brie
Ferrières-en-Brie település Franciaországban, Seine-et-Marne megyében. Lakosainak száma 3887 fő (2022. január 1.). Ferrières-en-Brie Pontcarré, Bussy-Saint-Georges és Collégien községekkel határos.

## Népesség
A település népességének változása:
| Lakosok száma | 2793 | 3012 | 3252 | 3433 | 3483 | 3768 | 3796 | 3841 | 3887 |
|               | 2013 | 2015 | 2016 | 2017 | 2018 | 2019 | 2020 | 2021 | 2022 |